# Bulbophyllum polyphyllum
Bulbophyllum polyphyllum är en orkidéart som beskrevs av Rudolf Schlechter. Bulbophyllum polyphyllum ingår i släktet Bulbophyllum och familjen orkidéer. Inga underarter finns listade i Catalogue of Life.